# حركة مؤيدة للطاقة النووية

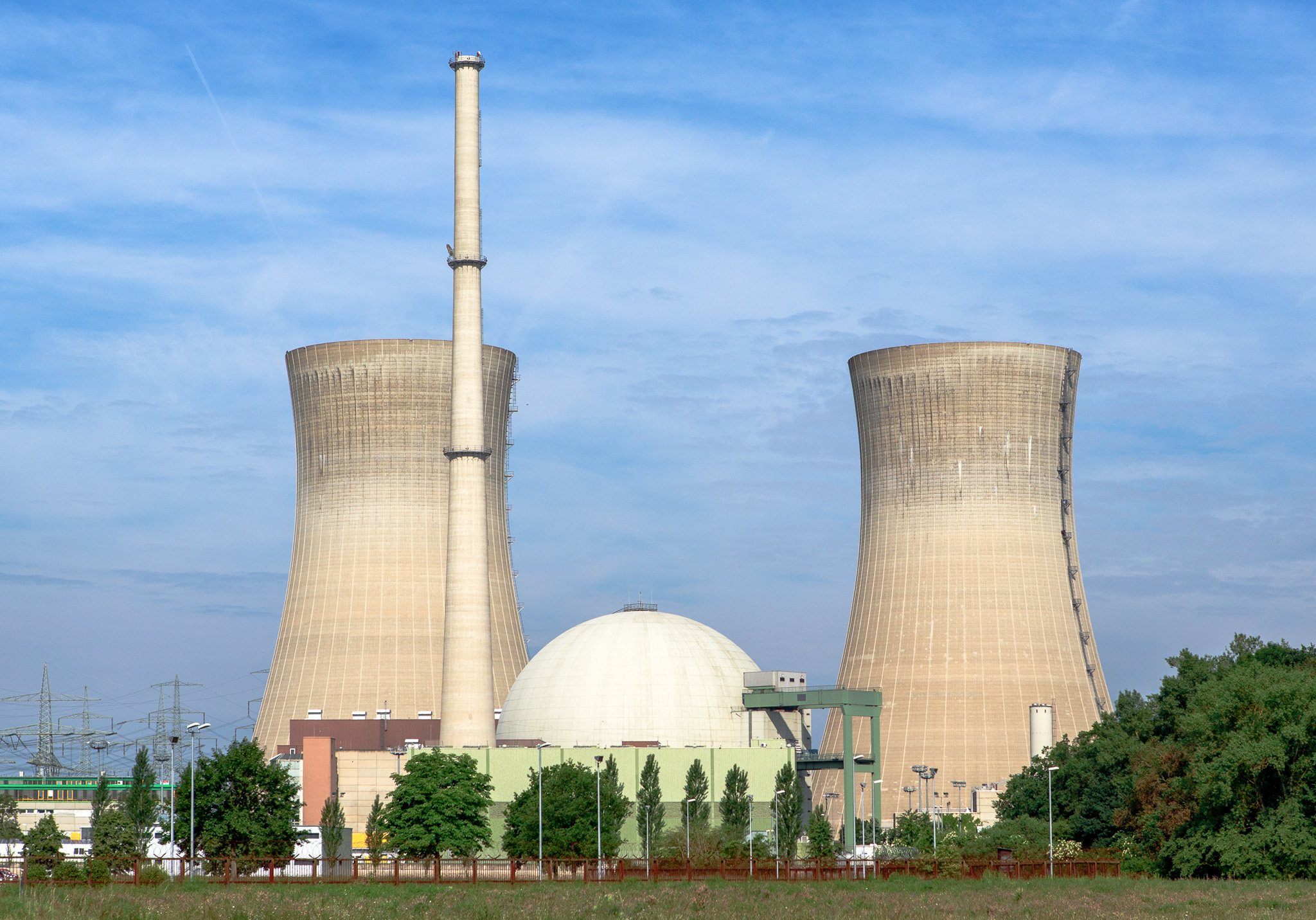
محطة الطاقة النووية غرافنرهينفلد في ألمانيا. يتضمن مفاعل نووي داخل مبنى الاحتواء الكروي في الوسط. البرجين في يسار ويمين المبنى الكروي عبارة عن ابراج التبريد المشتركة والمستخدمة في جميع محطات الطاقة الحرارية وبالمثل ينبعث بخار الماء من التوربينات البخارية غير المشعة.

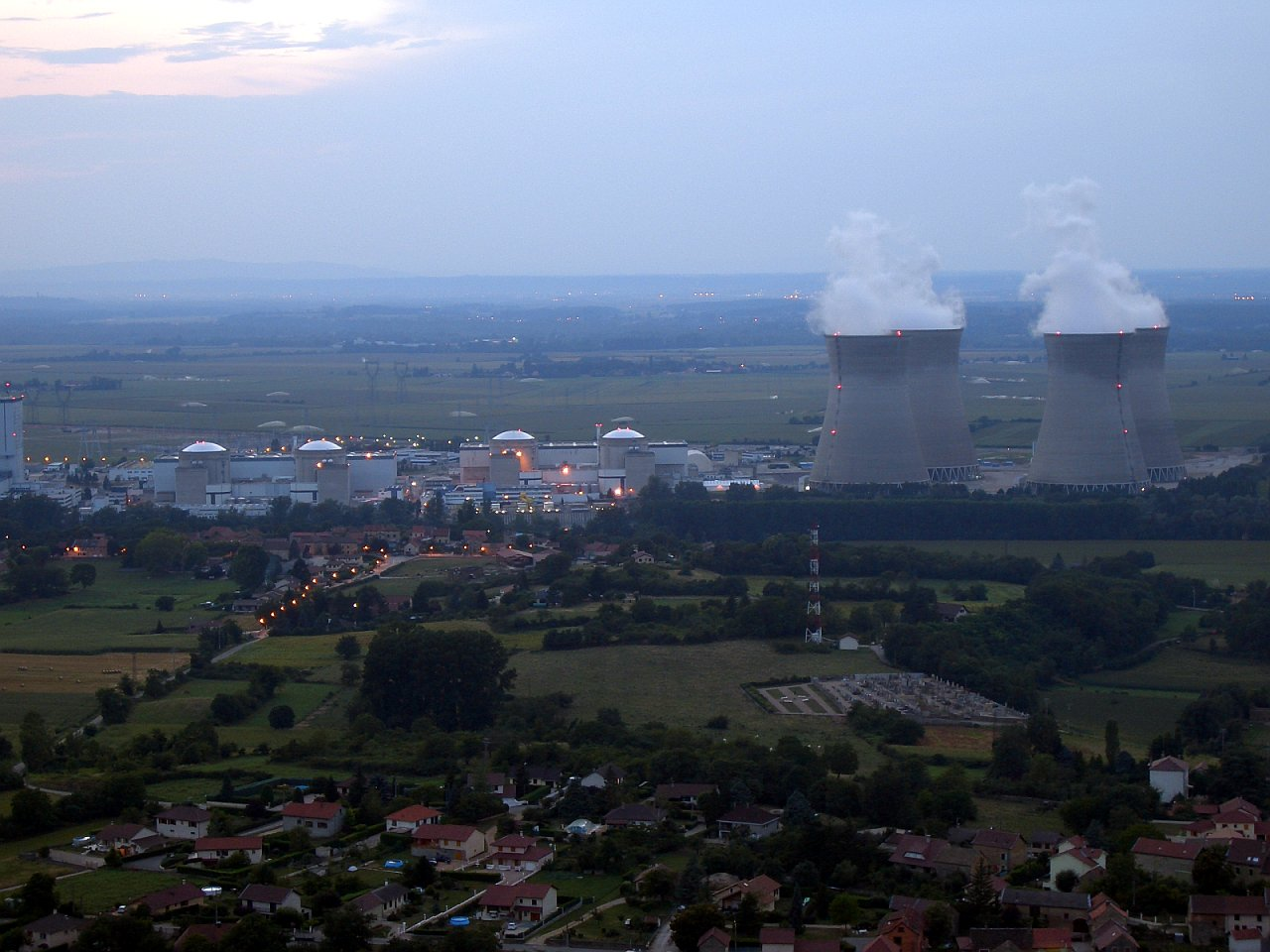
محطة طاقة نووية (محطة بوجيي) وانبعاث بخار الماء من التوربينات البخارية

محطة طاقة نووية (محطة كاتينوم) وانبعاث بخار الماء من التوربينات البخارية

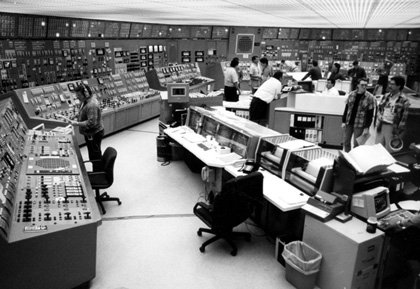
غرفة التحكم في إحدى محطات الطاقة النووية الأمريكية

حركة مؤيدة للطاقة النووية هناك اختلافات كبيرة في فهم الناس للقضايا المحيطة بالطاقة النووية بما في ذلك التقنية نفسها وتغير المناخ وأمن الطاقة. يزعم مؤيدو الطاقة النووية أن الطاقة النووية هي مصدر للطاقة المستدامة حيث تقلل من انبعاثات الكربون ويزيد من أمن الطاقة عن طريق تقليل الاعتماد على مصادر الطاقة المستوردة بينما يعتقد المعارضون أن الطاقة النووية تشكل العديد من التهديدات للناس والبيئة.
في حين أن الطاقة النووية كانت معارضة تاريخيا من قبل العديد من المنظمات البيئية الا إن البعض يدعمها بالإضافة إلى بعض العلماء.

## وجهات النظر
يشير مؤيدو الطاقة النووية إلى حقيقة أن الطاقة النووية لا تنتج فعليا تلوث هواء تقليدي والغازات الضارة والضباب الدخاني على عكس مصادر الطاقة في الوقود الأحفوري. 
يجادل المؤيدون بأن المخاطر المتصورة لتخزين النفايات مبالغ فيها ويشيرون إلى سجل سلامة تشغيل في العالم الغربي وهو ممتاز بالمقارنة مع الأنواع الرئيسية الأخرى من محطات توليد الطاقة. تاريخياً كان هناك العديد من مؤيدي الطاقة النووية بما في ذلك جورج شارباك وجلين سي سيبورج وإدوارد تيلر ، وتيد تايلور (عالم فيزياء) هناك أيضا علماء يكتبون بشكل إيجابي عن الطاقة النووية من حيث المشهد الأوسع للطاقة بما في ذلك مايكل ماكلروي (عالم) وفاكلاف سميل.
على وجه الخصوص كتب لافلين في كتابه «تزويد المستقبل بالطاقة» (2011) بأن الاستخدام الموسع للطاقة النووية سيكون أمرا لا مفر منه تقريبا إما بسبب خيار سياسي بترك الوقود الأحفوري في الأرض أو بسبب نفاد الوقود الأحفوري.

## المستقبل
يعتبر المفاعل الدولي التجريبي النووي الذي يقع في فرنسا أكبر مشروع مفاعل الاندماج النووي التجريبي في العالم وأكثر تقدماً ويهدف هذا المشروع بالتعاون بين:
- الاتحاد الأوروبي
- الهند
- اليابان
- الصين
- روسيا
- كوريا الجنوبية
- الولايات المتحدة

إلى الانتقال من الدراسات التجريبية لفيزياء البلازما إلى محطات توليد الطاقة الكهربائية المنتجة للانصهار.
ومع ذلك تقول الرابطة النووية العالمية إن الانصهار النووي «يمثل تحديات علمية وهندسية لا يمكن التغلب عليها حتى الآن».
بدأ إنشاء المنشأة في عام 2007 لكن المشروع واجه العديد من التأخير وتجاوزت الميزانية ومن غير المتوقع الآن أن يبدأ تشغيل المنشأة حتى عام 2027.